# Marcilhac-sur-Célé
Marcilhac-sur-Célé település Franciaországban, Lot megyében. Lakosainak száma 183 fő (2022. január 1.). Marcilhac-sur-Célé Blars, Espédaillac, Larnagol, Saint-Chels, Saint-Sulpice és Sauliac-sur-Célé községekkel határos.

## Népesség
A település népességének változása:
| Lakosok száma | 270  | 240  | 196  | 199  | 192  | 196  | 200  | 203  | 202  | 183  |
|               | 1968 | 1982 | 1990 | 2006 | 2013 | 2015 | 2017 | 2019 | 2020 | 2022 |